# Seznam památných stromů v okrese Brno-město
Toto je seznam památných stromů v okrese Brno-město, v němž jsou uvedeny památné stromy na území okresu Brno-město.
| Název                                                | Obrázek                                     | Umístění                                      | Druh                                    | Obvod [v cm] | Kód wikidata      | Galerie                                                                               | Poznámka |
| ---------------------------------------------------- | ------------------------------------------- | --------------------------------------------- | --------------------------------------- | --- | ----------------- | ------------------------------------------------------------------------------------- | --- |
| Skupina 34 lip v Bosonohách                          | Jeden z první stromů na jižním cípu náměstí | Bosonohy 49°10′32″ s. š., 16°31′49″ v. d.     | lípa malolistá (6) lípa velkolistá (28) | & Chyba ve výrazu: Neočekávaný operátor / Chyba ve výrazu: Neočekávaný operátor / Chyba ve výrazu: Neočekávaný operátor / Chyba ve výrazu: Neočekávaný operátor / Chyba ve výrazu: Neočekávaný operátor / Chyba ve výrazu: Neočekávaný operátor / Chyba ve výrazu: Neočekávaný operátor / Chyba ve výrazu: Neočekávaný operátor / Chyba ve výrazu: Neočekávaný operátor / Chyba ve výrazu: Neočekávaný operátor / Chyba ve výrazu: Neočekávaný operátor / Chyba ve výrazu: Neočekávaný operátor / Chyba ve výrazu: Neočekávaný operátor / Chyba ve výrazu: Neočekávaný operátor / Chyba ve výrazu: Neočekávaný operátor / -1.0000-0 | 101069 Q26779131  | Kategorie „Skupina 34 líp v Bosonohách“ na Wikimedia Commons                          | Skupina 34 lip na Bosonožském náměstí. |
| Vrba bílá v Bosonohách                               |                                             | Bosonohy 49°10′26″ s. š., 16°32′9″ v. d.      | vrba bílá                               | & Chyba ve výrazu: Neočekávaný operátor / Chyba ve výrazu: Neočekávaný operátor / Chyba ve výrazu: Neočekávaný operátor / Chyba ve výrazu: Neočekávaný operátor / Chyba ve výrazu: Neočekávaný operátor / Chyba ve výrazu: Neočekávaný operátor / Chyba ve výrazu: Neočekávaný operátor / Chyba ve výrazu: Neočekávaný operátor / Chyba ve výrazu: Neočekávaný operátor / Chyba ve výrazu: Neočekávaný operátor / Chyba ve výrazu: Neočekávaný operátor / Chyba ve výrazu: Neočekávaný operátor / Chyba ve výrazu: Neočekávaný operátor / Chyba ve výrazu: Neočekávaný operátor / Chyba ve výrazu: Neočekávaný operátor / -1.0000-0 | 104808 Q26789414  | Kategorie „Vrba bílá v Bosonohách“ na Wikimedia Commons                               | Vrba na travnatém pozemku za čp. 21 na Pražské ulici. |
| Buk u Jeleního žlíbku †                              |                                             | Bystrc 49°14′26″ s. š., 16°28′58″ v. d.       | buk lesní                               | 333 | 101085 Q26786614  | Kategorie „Buk u Jeleního žlíbku“ na Wikimedia Commons                                | V severním okraji přírodní rezervace Jelení žlíbek, asi 500 m severozápadně od vrcholu Chocholy.                                                               |
| Dříny na mezkách                                     |                                             | Bystrc 49°14′37″ s. š., 16°26′50″ v. d.       | dřín obecný (6)                         | 367 | 106098 Q26779138  | Kategorie „Dříny na Mezkách“ na Wikimedia Commons                                     | Na západním okraji přírodního parku Podkomorské lesy na okraji lesního porostu ve svahu nad tokem Veverka. .                                                   |
| Dub letní v Bystrci I.                               |                                             | Bystrc 49°13′54″ s. š., 16°31′52″ v. d.       | dub letní                               | 366 | 101089 Q26786622  | Kategorie „Dub letní v Bystrci I.“ na Wikimedia Commons                               | V ulici U zoologické zahrady proti domu čp. 55; na úpatí Mniší hory u ZOO.                                                                                     |
| Dub letní v Bystrci II.                              |                                             | Bystrc 49°13′55″ s. š., 16°31′51″ v. d.       | dub letní                               | 370 | 101088 Q26786621  | Kategorie „Dub letní v Bystrci II.“ na Wikimedia Commons                              | V ulici U zoologické zahrady proti domu čp. 55; na úpatí Mniší hory u ZOO.                                                                                     |
| Dub u hradu Veveří                                   |                                             | Bystrc 49°15′21″ s. š., 16°27′36″ v. d.       | dub letní                               | 400 | 101087 Q26786619  | Kategorie „Dub u hradu Veveří“ na Wikimedia Commons                                   | Na svahu hradního příkopu u hradu Veveří, asi 150 m od hlavní brány.                                                                                           |
| Dub u hradu Veveří II                                |                                             | Bystrc 49°15′18″ s. š., 16°27′38″ v. d.       | dub letní                               | 485 | 106300 Q73602026  | Kategorie „Dub u hradu Veveří II“ na Wikimedia Commons                                | Strom se nachází na okraji lesního porostu u horní hrany svahu v ohbí zelené turistické trasy cca 120 m jižně od hradu Veveří                                  |
| Jilm habrolistý u kaple hradu Veveří †               |                                             | Bystrc                                        | jilm habrolistý                         | 390 | 101086 Q52992107  | Kategorie „Jilm habrolistý u kaple hradu Veveří“ na Wikimedia Commons                 | Strom poblíž hradu Veveří v areálu kaple Matky Boží. Již v roce 2010 byl odumřelý, opadávala kůra a větve do průměru 5 cm. K 15. 2. 2011 byla ochrana zrušena. |
| Bystrcká lípa                                        |                                             | Bystrc 49°13′32″ s. š., 16°31′37″ v. d.       | lípa malolistá                          | 450 | 101071 Q11706326  | Kategorie „Bystrcká lípa“ na Wikimedia Commons                                        | Na veřejném prostranství před restaurací U Šťávů, na severovýchodním konci Náměstí 28. dubna v Bystrci. Nejstarší strom v Brně.                                |
| Helenčina borovice †                                 |                                             | Bystrc 49°13′32″ s. š., 16°38′41″ v. d.       | borovice černá                          | 340 | 104440            |                                                                                       | U cesty vedoucí okrajem lesa; nedaleko myslivny "Pod komorou"                                                                                                  |
| Jinan v Lužánkách                                    |                                             | Černá Pole 49°12′21″ s. š., 16°36′25″ v. d.   | jinan dvoulaločný                       | 362 | 105497 Q12024759  | Kategorie „Jinan v Lužánkách“ na Wikimedia Commons                                    | Vedle budovy Centra volného času Lužánky na křížení místní sítě cest.                                                                                          |
| Platan nedaleko pítka v Lužánkách                    |                                             | Černá Pole 49°12′25″ s. š., 16°36′31″ v. d.   | platan javorolistý                      | 553 | 106038 Q26790650  | Kategorie „Lužánky“ na Wikimedia Commons                                              | V centrální části parku Lužánky na travnaté ploše nedaleko pítka                                                                                               |
| Platan v areálu MENDELU                              |                                             | Černá Pole 49°12′40″ s. š., 16°37′0″ v. d.    | platan javorolistý                      | ? | 106411            |                                                                                       | V areálu Mendelovy univerzity, v zatravněné ploše u chodníku jižně od Agronomické fakulty.                                                                     |
| Tis Jindřišky a Jaroslava Pospíšilových              |                                             | Černá Pole 49°13′1″ s. š., 16°37′25″ v. d.    | tis červený                             | 121 | 106099 Q26790770  |                                                                                       | V Krkoškově ulici v soukromé zahradě u čp. 755/36 |
| Topol na Šromově                                     |                                             | Chrlice 49°7′46″ s. š., 16°39′14″ v. d.       | topol kanadský                          | 348 | 105223 Q26789734  | Kategorie „Topol kanadský na Šromově“ na Wikimedia Commons                            | Na travnatém prostranství mezi panelovými domy na ulici Šromova.                                                                                               |
| Javor mléč a jasan ztepilý †                         |                                             | Jehnice                                       | javor mléč jasan ztepilý                | & Chyba ve výrazu: Neočekávaný operátor / Chyba ve výrazu: Neočekávaný operátor / Chyba ve výrazu: Neočekávaný operátor / Chyba ve výrazu: Neočekávaný operátor / Chyba ve výrazu: Neočekávaný operátor / Chyba ve výrazu: Neočekávaný operátor / Chyba ve výrazu: Neočekávaný operátor / Chyba ve výrazu: Neočekávaný operátor / Chyba ve výrazu: Neočekávaný operátor / Chyba ve výrazu: Neočekávaný operátor / Chyba ve výrazu: Neočekávaný operátor / Chyba ve výrazu: Neočekávaný operátor / Chyba ve výrazu: Neočekávaný operátor / Chyba ve výrazu: Neočekávaný operátor / Chyba ve výrazu: Neočekávaný operátor / -1.0000-0 | 104438            |                                                                                       | Za prodejnou u tenisového hřiště v Jehnicích |
| Dub u Junácké louky                                  |                                             | Kníničky 49°15′46″ s. š., 16°27′27″ v. d.     | dub letní                               | 352 | 101067 Q26786591  | Kategorie „Dub u Junácké louky“ na Wikimedia Commons                                  | U lesní cesty na levém břehu Brněnské přehrady, severně od PP Junácká louka, směrem k přírodní rezervaci Břenčák.                                              |
| Buk na sídlišti Kohoutovice †                        |                                             | Kohoutovice                                   | buk lesní                               | 410 | 104439            |                                                                                       | V lesním porostu pod ulicí Voříškovou (pod hřištěm) na sídlišti Kohoutovice, u cesty z Libušina údolí                                                          |
| Dub letní před kostelem sv. Jiljí                    |                                             | Komárov 49°10′35″ s. š., 16°37′26″ v. d.      | dub letní                               | 356 | 105711 Q26790254  | Kategorie „Dub letní před kostelem sv. Jiljí“ na Wikimedia Commons                    | V parku v Černovické ulici před kostelem sv. Jiljí. |
| Dub u garáží v Komárově                              |                                             | Komárov 49°10′21″ s. š., 16°37′40″ v. d.      | dub letní                               | 360 | 106174 Q73599768  |                                                                                       | V blízkosti garáží v ulici Sazenice. |
| Lípa u kostela sv. Vavřince                          |                                             | Komín 49°13′18″ s. š., 16°33′18″ v. d.        | lípa velkolistá                         | ? | 106410 Q114718262 |                                                                                       | V trávníku vedle pomníku východně od kostela. |
| Červený buk u VFU Brno                               |                                             | Královo Pole 49°13′2″ s. š., 16°35′54″ v. d.  | buk lesní červenolistý                  | 367 | 105222 Q26789731  | Kategorie „Červený buk u VFU Brno“ na Wikimedia Commons                               | Na travnatém prostranství před budovou Veterinární a farmaceutické univerzity Brno.                                                                            |
| Dub červený JUDr. Jana Besedy                        |                                             | Královo Pole 49°13′31″ s. š., 16°35′37″ v. d. | dub červený                             | 341 | 105863 Q26790469  | Kategorie „Dub červený JUDr. Jana Besedy“ na Wikimedia Commons                        | V zahradě u památkově chráněné vily Marie na Palackého třídě čp. 73                                                                                            |
| Komenského lípa (†)                                  |                                             | Královo Pole 49°13′28″ s. š., 16°35′52″ v. d. | lípa                                    | & Chyba ve výrazu: Neočekávaný operátor / Chyba ve výrazu: Neočekávaný operátor / Chyba ve výrazu: Neočekávaný operátor / Chyba ve výrazu: Neočekávaný operátor / Chyba ve výrazu: Neočekávaný operátor / Chyba ve výrazu: Neočekávaný operátor / Chyba ve výrazu: Neočekávaný operátor / Chyba ve výrazu: Neočekávaný operátor / Chyba ve výrazu: Neočekávaný operátor / Chyba ve výrazu: Neočekávaný operátor / Chyba ve výrazu: Neočekávaný operátor / Chyba ve výrazu: Neočekávaný operátor / Chyba ve výrazu: Neočekávaný operátor / Chyba ve výrazu: Neočekávaný operátor / Chyba ve výrazu: Neočekávaný operátor / -1.0000-0 |                   | Kategorie „Komenského lípa (Brno)“ na Wikimedia Commons                               | Lípa byla vysazena na dvoře školy na Mojmírově náměstí (č. 10) 28. března 1892.                                                                                |
| Smrk ztepilý v Ramešově ulici                        |                                             | Královo Pole 49°13′41″ s. š., 16°35′15″ v. d. | smrk ztepilý                            | 154 | 101068 Q26786593  | Kategorie „Smrk ztepilý v Ramešově ulici“ na Wikimedia Commons                        | V zahradě vedle domu čp. 10 v Ramešově ulici. |
| Lípy u Orlovny v Líšni                               |                                             | Líšeň 49°12′5″ s. š., 16°41′44″ v. d.         | lípa velkolistá (2)                     | & Chyba ve výrazu: Neočekávaný operátor / Chyba ve výrazu: Neočekávaný operátor / Chyba ve výrazu: Neočekávaný operátor / Chyba ve výrazu: Neočekávaný operátor / Chyba ve výrazu: Neočekávaný operátor / Chyba ve výrazu: Neočekávaný operátor / Chyba ve výrazu: Neočekávaný operátor / Chyba ve výrazu: Neočekávaný operátor / Chyba ve výrazu: Neočekávaný operátor / Chyba ve výrazu: Neočekávaný operátor / Chyba ve výrazu: Neočekávaný operátor / Chyba ve výrazu: Neočekávaný operátor / Chyba ve výrazu: Neočekávaný operátor / Chyba ve výrazu: Neočekávaný operátor / Chyba ve výrazu: Neočekávaný operátor / -1.0000-0 | 106458 Q126911209 |                                                                                       | Rostou v zatravněné západní části zahrady u Orlovny na Holzově ulici v Líšni.                                                                                  |
| Maloměřická lipová alej na bývalém hřbitově          |                                             | Maloměřice 49°13′30″ s. š., 16°38′36″ v. d.   | lípa velkolistá lípa malolistá          | & Chyba ve výrazu: Neočekávaný operátor / Chyba ve výrazu: Neočekávaný operátor / Chyba ve výrazu: Neočekávaný operátor / Chyba ve výrazu: Neočekávaný operátor / Chyba ve výrazu: Neočekávaný operátor / Chyba ve výrazu: Neočekávaný operátor / Chyba ve výrazu: Neočekávaný operátor / Chyba ve výrazu: Neočekávaný operátor / Chyba ve výrazu: Neočekávaný operátor / Chyba ve výrazu: Neočekávaný operátor / Chyba ve výrazu: Neočekávaný operátor / Chyba ve výrazu: Neočekávaný operátor / Chyba ve výrazu: Neočekávaný operátor / Chyba ve výrazu: Neočekávaný operátor / Chyba ve výrazu: Neočekávaný operátor / -1.0000-0 | 105803 Q26790968  | Kategorie „Maloměřická lipová alej na bývalém hřbitově“ na Wikimedia Commons          | V obci jako součást parkové úpravy bývalého hřbitova mezi ulicí Parková a hřbitovní zdí.                                                                       |
| Buk lesní červenolistý v zámeckém parku v Medlánkách |                                             | Medlánky 49°14′23″ s. š., 16°34′24″ v. d.     | buk lesní nachový                       | 376 | 106037 Q26790648  | Kategorie „Buk lesní červenolistý v zámeckém parku v Medlánkách“ na Wikimedia Commons | V centrální části zámeckého parku v Medlánkách |
| Dub letní na Moravském náměstí                       |                                             | Město Brno 49°11′58″ s. š., 16°36′26″ v. d.   | dub letní                               | 395 | 101079 Q26786604  | Kategorie „Dub letní na Moravském náměstí“ na Wikimedia Commons                       | V parku na Moravském náměstí, po pravé straně chodníku ve směru Brandlova-Lidická.                                                                             |
| Dub u vstupu na Moravské náměstí                     |                                             | Město Brno 49°11′54″ s. š., 16°36′26″ v. d.   | dub letní                               | 410 | 106252 Q73601821  |                                                                                       | Jižní cíp centrální parkově upravené části Moravského náměstí.                                                                                                 |
| Jírovec maďal na Rooseveltově                        |                                             | Město Brno 49°11′52″ s. š., 16°36′36″ v. d.   | jírovec maďal                           | 320 | 105037 Q26789633  | Kategorie „Jírovec maďal na Roosveltově“ na Wikimedia Commons                         | V parku v ulici Rooseveltova po pravé straně chodníku vedoucího od průchodu z ulice Běhounská ke kavárně Bohéma.                                               |
| Platan javorolistý na Benešově                       |                                             | Město Brno 49°11′40″ s. š., 16°36′52″ v. d.   | platan javorolistý                      | 310 | 101081 Q26786608  | Kategorie „Platan javorolistý (Benešova)“ na Wikimedia Commons                        | Na křižovatce ulic Benešova a Divadelní, u bývalého autobusového nádraží.                                                                                      |
| Platan javorolistý na Petrově                        |                                             | Město Brno 49°11′26″ s. š., 16°36′27″ v. d.   | platan javorolistý                      | 395 | 101080 Q26786605  | Kategorie „Platan javorolistý na Petrově“ na Wikimedia Commons                        | V parku na terasách pod Petrovem. |
| Buk v Masarykově háji                                |                                             | Pisárky 49°11′29″ s. š., 16°33′34″ v. d.      | buk lesní                               | 272 | 106253 Q60983063  |                                                                                       | nedaleko pěšiny v lesním porostu Masarykův háj |
| Javor polní, babyka v Pisárkách                      |                                             | Pisárky 49°11′9″ s. š., 16°34′10″ v. d.       | javor babyka                            | 250 | 101077 Q24003253  | Kategorie „Javor polní v Pisárkách“ na Wikimedia Commons                              | Na pravém břehu Svratky pod Červeným kopcem při vyústění údolíčka Čertík do údolí Svratky.                                                                     |
| Platany na Hlinkách                                  |                                             | Pisárky 49°11′38″ s. š., 16°34′16″ v. d.      | platan západní (2)                      | | 106251 Q76809991  |                                                                                       | V jižní části areálu Střední školy, základní školy a mateřské školy pro zdravotně znevýhodněné.                                                                |
| Ořešák černý na Štefánikově                          |                                             | Ponava 49°12′48″ s. š., 16°36′3″ v. d.        | ořešák černý                            | 301 | 105963 Q26790584  | Kategorie „Ořešák černý na Štefánikově“ na Wikimedia Commons                          | Na rohu ulic Šumavská a Štefánikova před areálem Vojenského zařízení.                                                                                          |
| Javor stříbrný v Řečkovicích †                       |                                             | Řečkovice                                     | javor stříbrný                          | 440 | 101074 Q52991832  | Kategorie „Category:Javor stříbrný v Řečkovicích“ na Wikimedia Commons                | V parčíku na Palackého náměstí, asi 40 m od kostela svatého Vavřince.                                                                                          |
| Jírovce na nám. Vojtěšky Matyášové                   |                                             | Řečkovice 49°15′21″ s. š., 16°35′19″ v. d.    | jírovec maďal (4)                       | & Chyba ve výrazu: Neočekávaný operátor / Chyba ve výrazu: Neočekávaný operátor / Chyba ve výrazu: Neočekávaný operátor / Chyba ve výrazu: Neočekávaný operátor / Chyba ve výrazu: Neočekávaný operátor / Chyba ve výrazu: Neočekávaný operátor / Chyba ve výrazu: Neočekávaný operátor / Chyba ve výrazu: Neočekávaný operátor / Chyba ve výrazu: Neočekávaný operátor / Chyba ve výrazu: Neočekávaný operátor / Chyba ve výrazu: Neočekávaný operátor / Chyba ve výrazu: Neočekávaný operátor / Chyba ve výrazu: Neočekávaný operátor / Chyba ve výrazu: Neočekávaný operátor / Chyba ve výrazu: Neočekávaný operátor / -1.0000-0 | 105964 Q26779136  | Kategorie „Jírovce na náměstí Vojtěšky Matyášové“ na Wikimedia Commons                | Skupina 4 jírovců v parku na náměstí Vojtěšky Matyášové. |
| Lípa srdčitá v Řečkovicích                           |                                             | Řečkovice 49°15′14″ s. š., 16°35′25″ v. d.    | lípa malolistá                          | 300 | 101065 Q26786587  | Kategorie „lípa malolistá v Řečkovicích“ na Wikimedia Commons                         | V Cupákově ulici před čp. 6-7. |
| Lípa velkolistá na Cupákově ul. †                    |                                             | Řečkovice                                     | lípa velkolistá                         | 325 | 101076            |                                                                                       | Mezi železničním náspem a domem čp.3 na Cupákově ulici |
| Platan javorolistý v Řečkovicích                     |                                             | Řečkovice 49°15′9″ s. š., 16°34′55″ v. d.     | platan javorolistý                      | 465 | 101075 Q26786596  | Kategorie „Platan javorolistý v Řečkovicích“ na Wikimedia Commons                     | V parčíku u pomníku padlých, u budovy úřadu městské části Řečkovice-Mokrá Hora.                                                                                |
| Červenolistý buk v zahradě MŠ                        |                                             | Staré Brno 49°11′25″ s. š., 16°35′16″ v. d.   | buk lesní červenolistý                  | 419 | 106299 Q73602024  |                                                                                       | Strom se nachází v zahradě MŠ na ul. Hlinky 46. |
| Mendelův jinan                                       |                                             | Staré Brno 49°11′27″ s. š., 16°35′39″ v. d.   | jinan dvoulaločný                       | 350 | 101083 Q12036381  | Kategorie „Mendelův jinan“ na Wikimedia Commons                                       | V zahradě Starobrněnského kláštera na Mendlově náměstí, vpravo od vchodu.                                                                                      |
| Platan javorolistý na Hybešově                       |                                             | Staré Brno 49°11′20″ s. š., 16°36′4″ v. d.    | platan javorolistý                      | 610 | 101084 Q26786612  | Kategorie „Platan javorolistý na Hybešově“ na Wikimedia Commons                       | V parčíku za stomatologickou klinikou v Hybešově ulici č. 43.                                                                                                  |
| Platan u svaté Anny                                  |                                             | Staré Brno 49°11′24″ s. š., 16°36′5″ v. d.    | platan javorolistý                      | 520 | 101082 Q12045528  | Kategorie „Platan u svaté Anny“ na Wikimedia Commons                                  | V areálu fakultní nemocnice u sv. Anny na Pekařské ul. 53; v r. 2001 vyhlášen stromem roku.                                                                    |
| Dub letní ve Štýřicích                               |                                             | Štýřice 49°11′2″ s. š., 16°35′44″ v. d.       | dub letní                               | 325 | 101064 Q26786584  | Kategorie „Dub letní ve Štýřicích“ na Wikimedia Commons                               | V proluce mezi domy č. p. 11a a 17 na Vídeňské ulici, jižně od kostela sv. Leopolda.                                                                           |
| Pavlovnie u hřiště ve Štýřicích                      |                                             | Štýřice 49°10′40″ s. š., 16°35′53″ v. d.      | pavlovnie plstnatá                      | 371 | 105816 Q26790392  | Kategorie „Pavlovnie u hřiště ve Štýřicích“ na Wikimedia Commons                      | U dětského hřiště mezi ulicemi Renneská a Vsetínská |
| Dva platany na Zvonařce                              |                                             | Trnitá 49°11′14″ s. š., 16°37′18″ v. d.       | platan javorolistý (2)                  | & Chyba ve výrazu: Neočekávaný operátor / Chyba ve výrazu: Neočekávaný operátor / Chyba ve výrazu: Neočekávaný operátor / Chyba ve výrazu: Neočekávaný operátor / Chyba ve výrazu: Neočekávaný operátor / Chyba ve výrazu: Neočekávaný operátor / Chyba ve výrazu: Neočekávaný operátor / Chyba ve výrazu: Neočekávaný operátor / Chyba ve výrazu: Neočekávaný operátor / Chyba ve výrazu: Neočekávaný operátor / Chyba ve výrazu: Neočekávaný operátor / Chyba ve výrazu: Neočekávaný operátor / Chyba ve výrazu: Neočekávaný operátor / Chyba ve výrazu: Neočekávaný operátor / Chyba ve výrazu: Neočekávaný operátor / -1.0000-0 | 101070 Q26779134  | Kategorie „Dva platany na Zvonařce“ na Wikimedia Commons                              | Před budovou Průmyslových staveb v Masné ulici. |
| Katalpa pana učitele Josefa Přibyla (†)              |                                             | Veveří                                        | katalpa nádherná                        | 214 | 105013 Q52992449  | Kategorie „Katalpa nádherná pana učitele Josefa Přibyla“ na Wikimedia Commons         | Na rohu ulic Antonínská a Botanická u základní školy. |
| Platan javorolistý na Veveří                         |                                             | Veveří 49°12′5″ s. š., 16°35′58″ v. d.        | platan javorolistý                      | 470 | 101066 Q26786589  | Kategorie „Platan javorolistý na Veveří“ na Wikimedia Commons                         | Na nároží ulic Veveří a Pekárenská. |
| Lípa na Jaselské                                     | PS na Jaselské                              | Veveří 49°11′55″ s. š., 16°36′ v. d.          | lípa stříbrná                           | & Chyba ve výrazu: Neočekávaný operátor / Chyba ve výrazu: Neočekávaný operátor / Chyba ve výrazu: Neočekávaný operátor / Chyba ve výrazu: Neočekávaný operátor / Chyba ve výrazu: Neočekávaný operátor / Chyba ve výrazu: Neočekávaný operátor / Chyba ve výrazu: Neočekávaný operátor / Chyba ve výrazu: Neočekávaný operátor / Chyba ve výrazu: Neočekávaný operátor / Chyba ve výrazu: Neočekávaný operátor / Chyba ve výrazu: Neočekávaný operátor / Chyba ve výrazu: Neočekávaný operátor / Chyba ve výrazu: Neočekávaný operátor / Chyba ve výrazu: Neočekávaný operátor / Chyba ve výrazu: Neočekávaný operátor / -1.0000-0 | 105704 Q26790249  | Kategorie „Lípa na Jaselské“ na Wikimedia Commons                                     | Ve dvorním traktu čp. 15 v Jaselské ulici. |
| Lipové stromořadí na Bráfové                         |                                             | Žabovřesky 49°12′19″ s. š., 16°34′13″ v. d.   | lípa velkolistá lípa malolistá          | & Chyba ve výrazu: Neočekávaný operátor / Chyba ve výrazu: Neočekávaný operátor / Chyba ve výrazu: Neočekávaný operátor / Chyba ve výrazu: Neočekávaný operátor / Chyba ve výrazu: Neočekávaný operátor / Chyba ve výrazu: Neočekávaný operátor / Chyba ve výrazu: Neočekávaný operátor / Chyba ve výrazu: Neočekávaný operátor / Chyba ve výrazu: Neočekávaný operátor / Chyba ve výrazu: Neočekávaný operátor / Chyba ve výrazu: Neočekávaný operátor / Chyba ve výrazu: Neočekávaný operátor / Chyba ve výrazu: Neočekávaný operátor / Chyba ve výrazu: Neočekávaný operátor / Chyba ve výrazu: Neočekávaný operátor / -1.0000-0 | 101073 Q26790818  | Kategorie „Lipové stromořadí na Bráfově (Brno)“ na Wikimedia Commons                  | Oboustranná alej v Bráfově ulici; v roce 2008 1 strom zlomen po vichřici.                                                                                      |
| Dub letní v Žebětíně                                 |                                             | Žebětín 49°11′34″ s. š., 16°30′55″ v. d.      | dub letní                               | 365 | 101078 Q26786600  |                                                                                       | V lesním porostu na Kohoutovické Babě, u vycházkové cesty za vodojemem na Pavlovské ulici.                                                                     |
| Stromořadí kaštanů na Malé Klajdovce                 |                                             | Židenice 49°11′50″ s. š., 16°39′47″ v. d.     | jírovec maďal (18)                      | & Chyba ve výrazu: Neočekávaný operátor / Chyba ve výrazu: Neočekávaný operátor / Chyba ve výrazu: Neočekávaný operátor / Chyba ve výrazu: Neočekávaný operátor / Chyba ve výrazu: Neočekávaný operátor / Chyba ve výrazu: Neočekávaný operátor / Chyba ve výrazu: Neočekávaný operátor / Chyba ve výrazu: Neočekávaný operátor / Chyba ve výrazu: Neočekávaný operátor / Chyba ve výrazu: Neočekávaný operátor / Chyba ve výrazu: Neočekávaný operátor / Chyba ve výrazu: Neočekávaný operátor / Chyba ve výrazu: Neočekávaný operátor / Chyba ve výrazu: Neočekávaný operátor / Chyba ve výrazu: Neočekávaný operátor / -1.0000-0 | 101072 Q26790816  | Kategorie „Památné stromořadí Líšeňská“ na Wikimedia Commons                          | Po obou stranách staré silnice do Zetoru Líšeň, na tzv. Malé Klajdovce, severní úpatí Bílé hory; v r. 2007 a 2009 2 stromy skáceny.                            |